# Ethridge
Ethridge es un pueblo ubicado en el condado de Lawrence en el estado estadounidense de Tennessee. En el Censo de 2010 tenía una población de 465 habitantes y una densidad poblacional de 153,19 personas por km².

## Geografía
Ethridge se encuentra ubicado en las coordenadas 35°19′18″N 87°18′4″O / 35.32167, -87.30111. Según la Oficina del Censo de los Estados Unidos, Ethridge tiene una superficie total de 3.04 km², de la cual 3.04 km² corresponden a tierra firme y (0%) 0 km² es agua.

## Demografía
Según el censo de 2010, había 465 personas residiendo en Ethridge. La densidad de población era de 153,19 hab./km². De los 465 habitantes, Ethridge estaba compuesto por el 98.06% blancos, el 0% eran afroamericanos, el 0.22% eran amerindios, el 0.65% eran asiáticos, el 0% eran isleños del Pacífico, el 0.22% eran de otras razas y el 0.86% pertenecían a dos o más razas. Del total de la población el 1.29% eran hispanos o latinos de cualquier raza.